# Prophezeiung... Liebe
Prophezeiung… Liebe (Originaltitel Picture This) ist ein britischer Spielfilm aus dem Jahr 2025 mit Simone Ashley und Hero Fiennes Tiffin, der unter der Regie von Prarthana Mohan entstand. Das Drehbuch von Nikita Lalwani basiert auf dem australischen Spielfilm Five Blind Dates (2024). Die romantische Komödie wurde am 6. März 2025 auf Prime Video veröffentlicht.

## Handlung
Pia ist Single und betreibt mit ihrem besten Freund Jay ein Fotostudio in London. Nachdem sich ihre Schwester Sonal auf ihre Hochzeit vorbereitet, drängt Pias Mutter Laxmi sie dazu, ebenfalls einen Partner zu finden.
Auf Sonals Verlobungsparty prophezeit Pia ein spiritueller Guru, dass sie bei ihren nächsten fünf Dates die Liebe ihres Lebens treffen wird. Während ihre Familie versucht, sie mit möglichen Kandidaten zu verkuppeln, taucht ihr Ex-Freund Charlie wieder auf.

## Besetzung und Synchronisation
Die deutschsprachige Synchronisation übernahm die TV+Synchron. Dialogregie führte Felix Spieß, der auch das Dialogbuch schrieb.
| Rolle            | Darsteller          | Synchronsprecher  |
| ---------------- | ------------------- | ----------------- |
| Akshay           | Nikesh Patel        | Rainer Fritzsche  |
| Charlie          | Hero Fiennes Tiffin | Vincent Borko     |
| Jay              | Luke Fetherston     | Jeremias Koschorz |
| Jim              | Richard Glover      | Tim Moeseritz     |
| Laxmi            | Sindhu Vee          | Sabine Mazay      |
| Lily             | Sophia La Porta     | Peggy Pollow      |
| Milo Bonner      | Phil Dunster        | Sven Fechner      |
| Mukul            | Adil Ray            | Thomas Schmuckert |
| Pandit Rbs Fugga | Kulvinder Ghir      | Hans Hohlbein     |
| Pia              | Simone Ashley       | Susanne Geier     |
| Sid              | Asim Chaudhry       | Tino Kießling     |
| Sonal            | Anoushka Chadha     | Sarah Tkotsch     |

## Produktion
Der Film wurde vom Produktionsunternehmen 42 für Amazon Prime Video produziert, als Produzenten fungierten Ben Pugh und Erica Steinberg.
Die Kamera führte David Higgs, die Musik schrieb Paul Saunderson. Das Casting verantwortete Nanw Rowlands. Das Szenenbild gestaltete Amanda McArthur und das Kostümbild Charlie Jones.

## Musik
- Pick It Up – Natania[8]
- Feet Don’t Fail Me Now
- Undumpable – Moonchild Sanelly
- Mundian To Bach Ke – Panjabi MC
- Uncomfortable – Josie Man
- I’m Yours – Jason Mraz
- Virtual Insanity – Jamiroquai
- Dylan – Frogi
- Gori Kab Se Huyee Jawan – Lata Mangeshkar
- Golden Chapter – Kiran + Nivi
- Better – Saint Clair
- Kay Sera Sera – Shankar Mahadevan und Kavita Krishnamurthy
- Freed From Desire – Gala

## Rezeption

### Kritiken
Oliver Armknecht vergab auf film-rezensionen.de fünf von zehn Punkten. Der Film sei an manchen Stellen ganz amüsant, habe zudem auch hübsche Settings. Sehr viel Romantik springe am Ende aber nicht heraus, dafür bekomme das designierte Paar zu wenig Zeit.
derwatchdog.de bewertete den Film mit zwei von fünf Sternen, dieser sei nicht ärgerlich schlecht, aber auch weit davon entfernt, gut zu sein. Eine formelhafte Rom-Com ohne besondere Highlights, die man kurz nach dem Abspann schon wieder vergessen habe.

### Abrufe
Laut dem Auswertungsportal FlixPatrol erreichte der Film mit Stand 13. März 2025 in 74 Ländern die Spitze der Amazon-Prime-Streaming-Charts.